# Vrtoče
Vrtoče je naselje v Občini Miren - Kostanjevica.

## Zgodovina
V Vrtočah je v drugi polovici 16. stoletja dala postaviti dvorec rodovina Šavli, ti so tu posedoveli do 19. stoletja. Med 1. svetovno vojno je bil zaradi fronte in hudih bojev na Mirenskem gradu povsem razrušen. Z obnovo posestva so pričeli v devetdesetih letih dvajsetega stoletja.  
Izvor imena Vrtoče izhaja iz imena oče in vrt.